# The African Queen

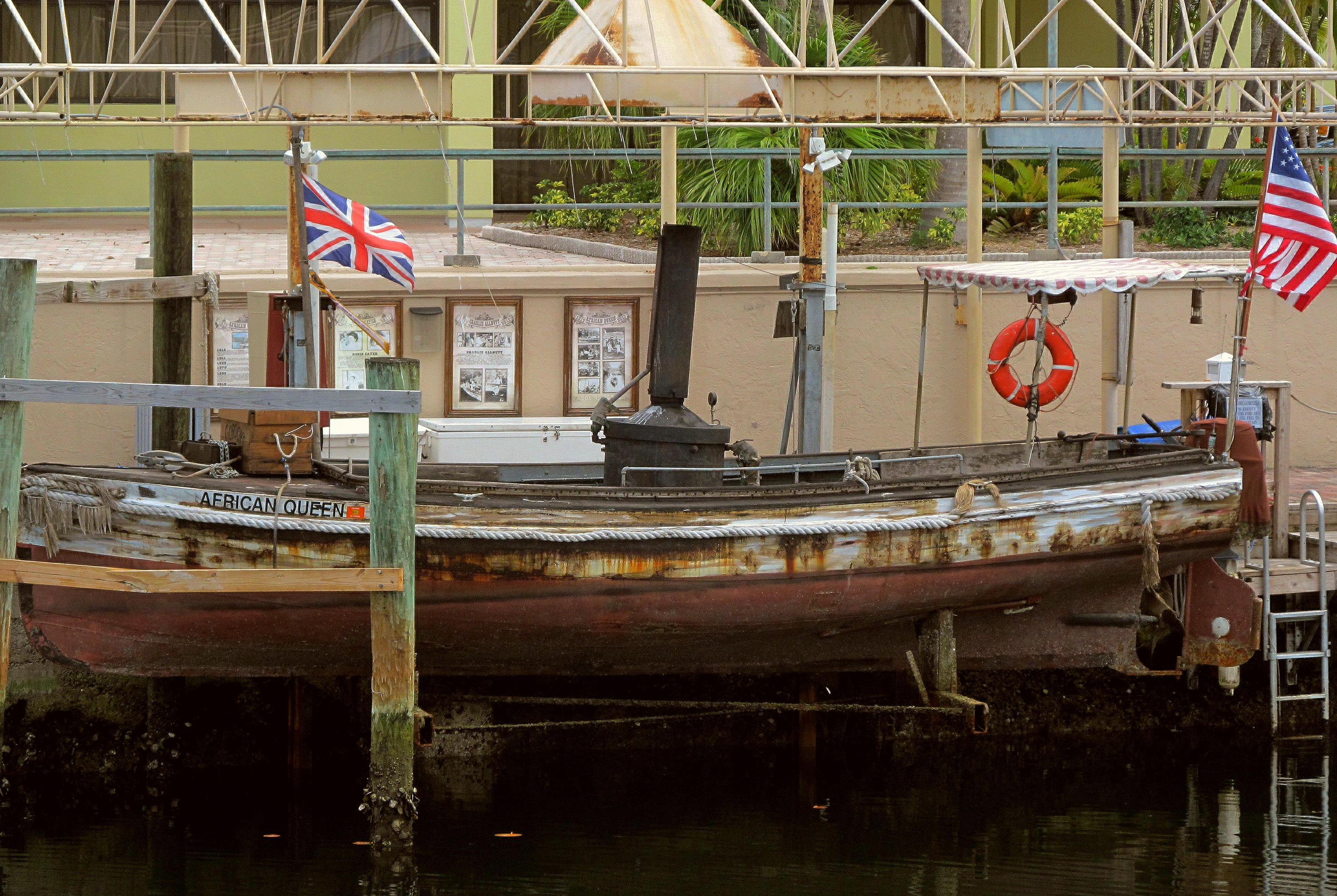
Een van de boten die gebruikt is in de film

The African Queen is een Amerikaanse avonturenfilm uit 1951 onder regie van John Huston, gebaseerd op het gelijknamige boek van C.S. Forester.

## Verhaal
1914. Missionaris Samuel Sawyer en zijn zus Rose proberen al meer dan tien jaar in Afrika het methodistengeloof van de grond te krijgen. Wanneer de Duitsers binnenvallen, wordt Samuel vermoord, en Rose ziet zich gedwongen om samen met manusje-van-alles (en notoire dronkaard) Charlie Allnut te vluchten op zijn boot, de African Queen. Het duo kan elkaar niet uitstaan, vooral niet wanneer Rose met het in Charlies ogen knotsgekke idee voor de dag komt om met de African Queen en geïmproviseerde torpedo's een Duits oorlogsschip te kelderen. Wanneer ze echter bedreigd worden door gevaarlijke stroomversnellingen en - niet te vergeten - de Duitsers, raakt het paar langzaam verzeild in een onverwachte romance - die echter lang niet alle problemen oplost.

## Boek door Katharine Hepburn
Katharine Hepburn, de Amerikaanse actrice die de rol van Rose "Rosie" Sawyer vertolkte, schreef later een boek over haar ervaringen gedurende de opnamen van deze film, die deels plaatsvonden in Afrika. Het boek is getiteld The Making of 'The African Queen', or How I went to Africa with Bogart, Bacall and Huston and almost lost my mind en werd een bestseller.

## Rolverdeling
| Acteur            | Personage           |
| ----------------- | ------------------- |
| Humphrey Bogart   | Charlie Allnut      |
| Katharine Hepburn | Rose Sawyer         |
| Robert Morley     | Samuel Sawyer       |
| Peter Bull        | Kapitein van Louisa |
| Theodore Bikel    | First Officer       |